# Ползи
Ползи (рос. Ползы) — присілок в Спас-Деменському районі Калузької області Російської Федерації.
Населення становить 0 осіб. Входить до складу муніципального утворення Присілок Болва.

## Історія
Від 2004 року входить до складу муніципального утворення Присілок Болва

## Населення
| 2002 | 2007 | 2010 |
| ---- | ---- | ---- |
| 0    | →0   | →0   |